# Карл Дібіч
Ка́рл Дібіч (нім. Karl Diebitsch; 3 січня 1899 — 6 серпня 1985) — німецький художник, дизайнер і офіцер СС. Дизайнер здебільшого військового обмундирування Третього рейху і регалій. Дібіч у співпраці з дизайнером Вальтером Геком (Walter Heck) спроектував всю чорну уніформу частин СС, а зі своїм промисловим партнером Францем Наґим (Franz Nagy) Дібіч заснував фабрику художнього фарфору Porzellan Manufaktur Allach в Алласі (нині передмістя Мюнхена), що виробляла культові порцелянові вироби для СС (йольські світильники тощо).

## Біографія
Дібіч народився 3 січня 1899 року в місті Ганновер, Німеччина. Там же він вступив до школи мистецтв, навчання в якій було перервано через війну, що почалася. У 1915 році Дібіч був зарахований до Імператорського Німецького Флоту. Нагороджений Залізним хрестом 2-го класу. Після війни Дібіч завершив навчання в якості художника в тій же школі мистецтв в Ганновері, звідки він був покликаний у флот.
Деякий час він працював у торгівлі, але потім вирішив відновити художню освіту, і вступив до Академії образотворчого мистецтва в Мюнхені 29 жовтня 1919 року.
1 травня 1920 року Дибич вступив в НСДАП, його членський номер був 1436. З 1920 по 1923 рік він був членом Фрайкора. Він завершив свою формальну освіту в 1925 році, а потім кілька років жив і працював у Мюнхені як живописець і графік.
Коли нацисти прийшли до влади в 1933 році, Дібіч зі своєю сім'єю переїхав до Берліна і там вступив в Reichsverband Bildenden Künstler Deutschlands (Національна асоціація німецьких художників). У листопаді 1933 року він вступив в СС. Пізніше, в 1937 році, він повернувся в НСДАП, отримавши партійний квиток під номером 4 690 956.
Дібіч відкрив і служив директором фабрики художнього фарфору Porzellan Manufaktur Allach в 1936 році до передачі фабрики у відомство СС і переїзду її в Дахау. У тому ж році він створив Почесний кинджал СС і Почесну шпагу рейхсфюрера СС, поряд з багатьма іншими регаліями СС. У 1938 році він отримав одну з найвищих нагород на художній виставці в Мюнхені за картину під назвою «Mutter» (Мати). У 1939 році Дибич розробив логотип Аненербе і хрести для офіцерів СС. У травні 1939 року він створив вікно для зовнішньої частини купола на соборі «Кеніг-Гайнріх» в Кведлінбурзі. Дибич є автором зовнішнього вигляду багатьох німецьких марок, випущених в Третьому рейху.
Окрім того, що Дібіч був художником, він досяг чималих висот в армійській кар'єрі, будучи офіцером запасу Ваффен-СС в ході Другої світової війни. Також він був приписаний до 3-ї танкової дивізії СС «Тотенкопф», дивізії вермахту «Велика Німеччина», 5-ї танкової дивізії СС «Вікінг» і вищим керівництвом поліції Італії. 20 квітня 1944 року Дібіч був зведений в ранг Оберфюрер СС.
Помер в 1985 р.

## Нагороди[2]
- Залізний хрест 2-го класу
- Сілезький Орел 2-го і 1-го ступеня[3]
- Почесний хрест ветерана війни з мечами
- Німецький кінний знак
- Німецька імперська відзнака за фізичну підготовку
- Почесний кут старих бійців
- Кільце «Мертва голова»
- Почесна шпага рейхсфюрера СС
- Застібка до Залізного хреста 2-го класу
- Залізний хрест 1-го класу
- Хрест Воєнних заслуг 2-го класу
- Нагрудний знак «За поранення» в сріблі